# رينو سامسونج موتورز
رينو سامسونج موتورز (بالإنجليزية: Renault Samsung Motors) (بالكورية: 르노삼성자동차) هي الشركة المصنِّعة للسيارات في كوريا الجنوبية ومقرها في بوسان. تأسست لأول مرة باسم سامسونج موتورز في عام 1994 من قِبل سامسونج وبدأت في بيع سيارات في عام 1998، قبل أن تصل كوريا الجنوبية إلى الأزمة المالية الآسيوية.

## معرض صور

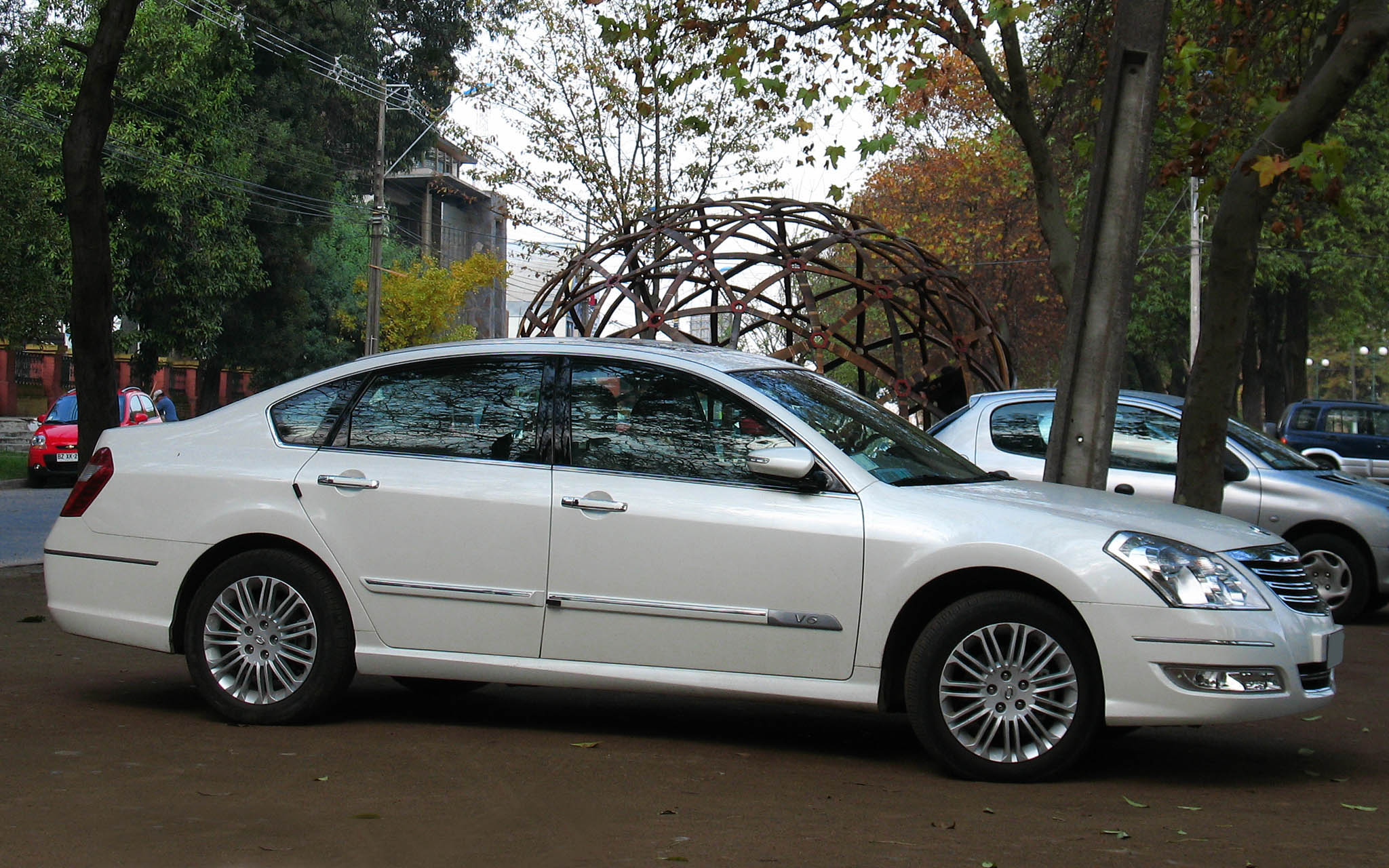
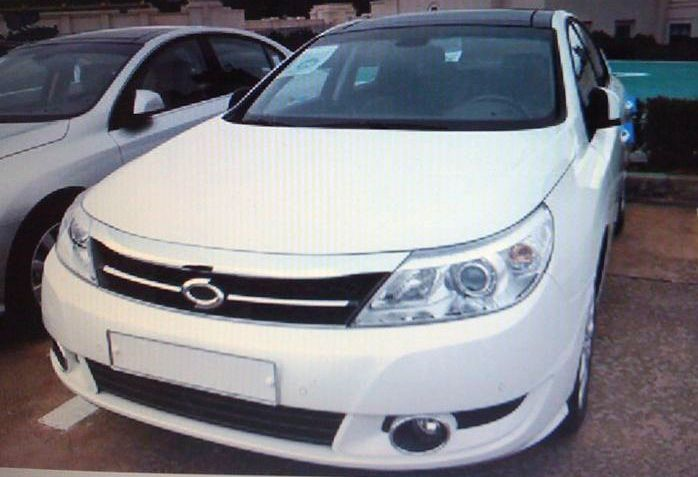
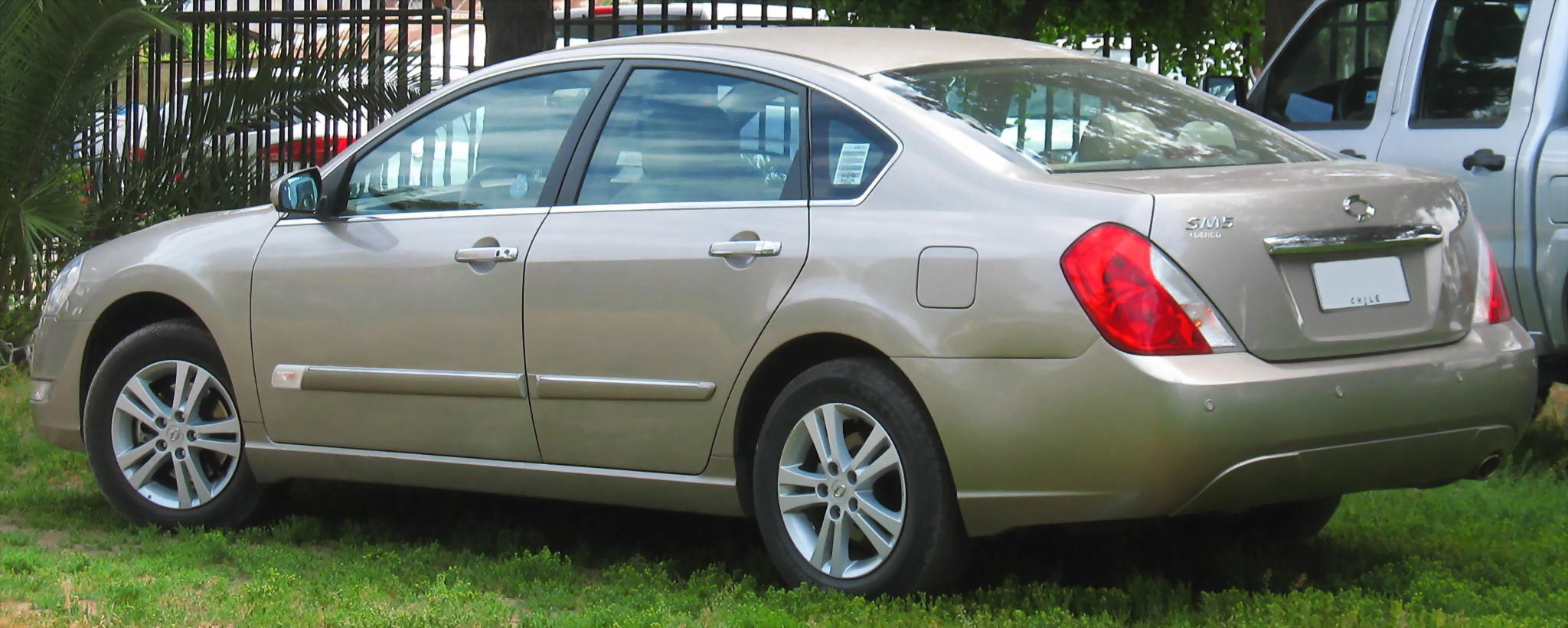
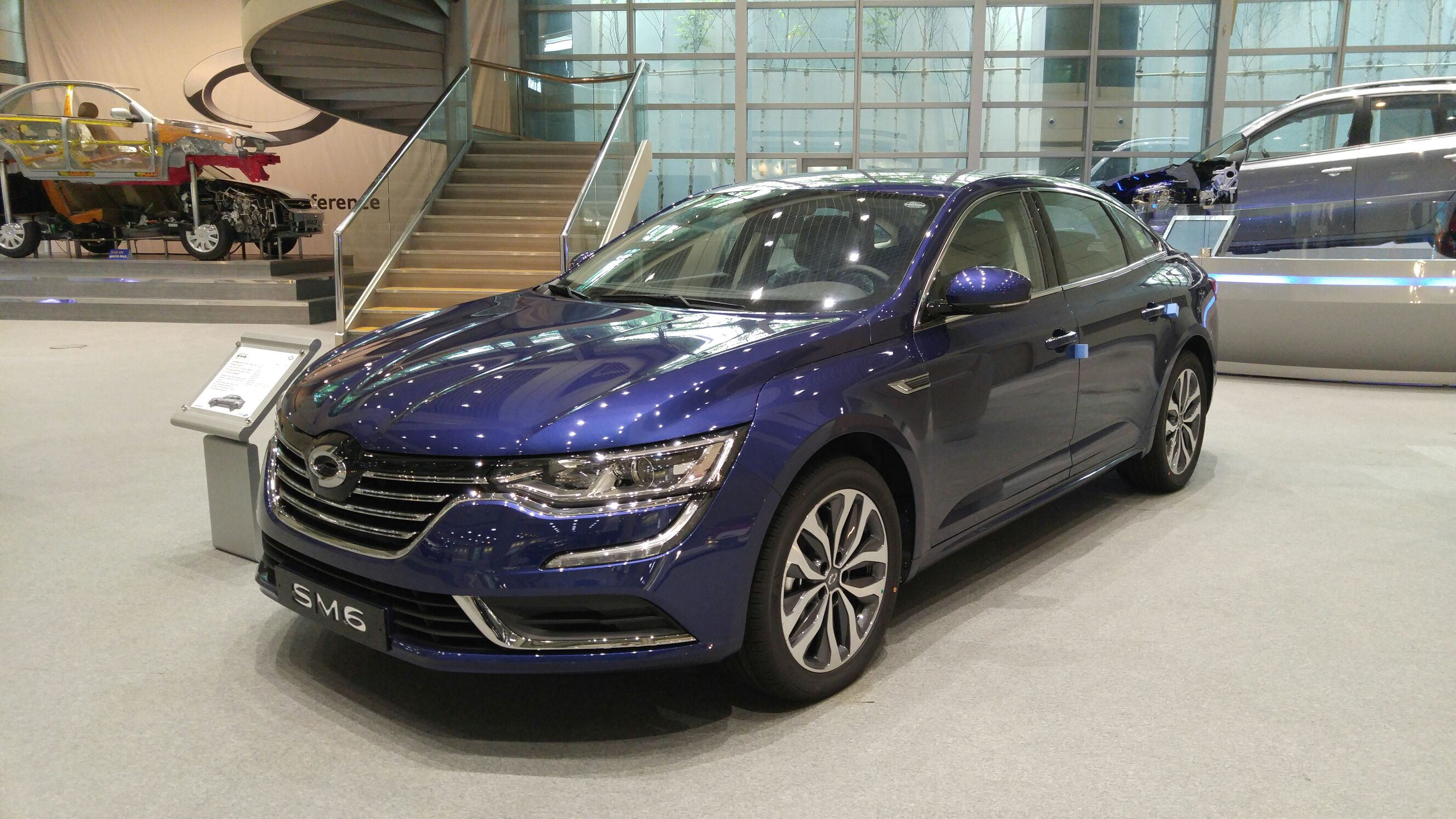

## وصلات خارجية
- الموقع الرسمي